# Kōji Nakata
Kōji Nakata (kanji: 中田浩二), född 9 juli 1979 i Ōtsu i Japan, är en japansk före detta fotbollsspelare som deltog i VM 2002 och 2006. Större delen av sin karriär spelade han som försvarare för Kashima Antlers i J. League och har representerat Japans fotbollslandslag 57 gånger.
Trots att Nakata spelade som försvarare i klubbsammanhang spelade han oftast som defensiv mittfältare då han represententerade landslaget. Han började sin proffskarriär hos Kashima Antlers i japanska J. League där han stannade fram tills 2005 då han köptes av franska Olympique Marseille. Marseilles manager var Phillipe Troussier, då även manager för japanska herrlandslaget. Under hans tid i Marseille spelade han oftast som vänsterback i en 3–5–2-uppställning.
Bara några månader efter att Nakata kom till Marseille fick Troussier sparken från sitt jobb, varpå Nakata fick allt mindre speltid. Nakata insåg detta och lämnade snart Marseille till förmån för FC Basel.
Nakata har gjort två mål för landslaget och de kom med bara fyra dagars mellanrum; det första kom mot Bahrain 3 augusti 2004 och det andra mot Kina under asiatiska mästerskapet i fotboll i Kina. Det första målet hjälpte Japan till sin 4–3-seger som tog dem till finalen. I finalen vann man med 3–1 och tog därmed hem guldet.

## Meriter

### Individuella meriter
- J. Leagues drömelva: 2001
- Mest värdefulla spelare i Yamazaki Nabisco Cup: 2000

### Lagmeriter
- Asiatiska mästerskapet: 2004
- J. League: 1998, 2000, 2001
- Yamazaki Nabisco Cup: 2000, 2002
- Emperors Cup: 2000
- Schweiziska cupen Champions: 2007